# Anabarhynchus camiro
Anabarhynchus camiro är en tvåvingeart som beskrevs av Lyneborg 2001. Anabarhynchus camiro ingår i släktet Anabarhynchus och familjen stilettflugor. Inga underarter finns listade i Catalogue of Life.